# Tetragnatha papuana
Tetragnatha papuana är en spindelart som beskrevs av Kulczynski 1911. Tetragnatha papuana ingår i släktet sträckkäkspindlar, och familjen käkspindlar. Inga underarter finns listade i Catalogue of Life.